# ونكة
الونكة أو الجُديحة (الاسم العلمي: Littorina) هي جنس من الحيوانات تتبع الفصيلة الونكات من رتبة الصدفيات الماصة.

## أنواع الونكة
- ونكة حجرية
- ونكة حرشاء
- ونكة سبخية
- ونكة شائعة
- ونكة قرمزية
- ونكة مخططة
- ونكة مرقعة
- ونكة مضغوطة
- ونكة مفلطحة
- ونكة نيريطية